# Alaska Route 2
L'autostrada Alaska Route 2 è una strada delle regioni interne dell'Alaska che collega la località di Manley Hot Springs vicino al fiume Tanana con il confine canadese nella località Alcan Border  (Protezione doganale e di frontiera statunitense - Porto di ingresso di Alcan).

## Percorso della strada
L'autostrada è formata dall'insieme delle seguenti strade: Elliott Highway (i primi 130 chilometri sono sterrati), Autostrada Steese (solamente la parte iniziale fino a Fox), Autostrada Richardson (da Fairbanks a Delta Junction) e Autostrada dell'Alaska (da delta Junction al confine canadese).
L'autostrada inizia in un vicolo cieco vicino al fiume Tanana a Manley Hot Springs, contemporaneamente all'inizio dell'autostrada Elliott. Fino all'incrocio con l'autostrada Dalton (Alaska Route 11) a Livengood, la Route 2 è una strada secondaria utilizzata solo per l'accesso locale; al di là di Livengood porta il traffico verso e dall'autostrada Dalton. All'incrocio con l'autostrada Steese (Alaska Route 6 - Steese Highway) a Fox, l'autostrada Elliott termina e la Route 2 segue la Highway Steese fino a sud di Fairbanks. L'autostrada Steese diventa l'autostrada Richardson (Richardson Highway) in prossimità dell'Aeroporto Way, e dell'intersezione dell'autostrada George Parks (George Parks Highway - Alaska Route 3). A Delta Junction la Route 2 lascia la Richardson Highway per l'Alaska Highway, mentre l'autostrada Richardson continua a sud come Alaska Route 4 fino a Valdez. Dopo aver superato l'estremità nord dell'Autostrada Tok Cut-Off (Tok Cut-Off Highway) a Tok Junction (dell'Alaska Route 1) la Route 2 diventa Yukon Highway 1 al confine con il Canada-Stati Uniti.
Tracciato dell'autostrada:

### Sezione Elliott Highway
Questa sezione attraversa i seguenti borough: borough di Fairbanks North Star e Census Area di Yukon-Koyukuk (Unorganized Borough).
| Mile | Km dall'inizio | Località                                                                     | Coordinate             |  |
| ---- | -------------- | ---------------------------------------------------------------------------- | ---------------------- |  |
| 0    | 0              | Manley Hot Springs (qui inizia l'autostrada)                                 | 65°58′21″N 150°40′15″W |  |
| 43   | 70             | Bivio per la cittadina di Minto (a circa 15 chilometri dalla strada Elliott) | 65°13′23″N 149°33′35″W |  |
| 84   | 135            | Bivio per l'autostrada Dalton Highway                                        | 65°29′22″N 148°39′19″W |  |
| 90   | 146            | Bivio per Levengood (sulla strada Old Elliott Hwy)                           | 65°29′23″N 148°28′42″W |  |
| 152  | 245            | Fox (qui finisce la prima sezione, a circa 20 km a nord da Fairbanks)        | 64°57′34″N 147°36′57″W |  |

### Sezione Steese Highway
Questa sezione si trova nel borough di Fairbanks North Star.
| Mile  | Km dall'inizio | Località                                   | Coordinate             |  |
| ----- | -------------- | ------------------------------------------ | ---------------------- |  |
| 162,4 | 261,5          | Ponte sul fiume Chena (Chena River)        | 64°50′37″N 147°42′15″W |  |
| 164   | 264            | Fairbanks (qui finisce la seconda sezione) | 64°49′14″N 147°42′39″W |  |

### Sezione Autostrada Richardson
Questa sezione attraversa i seguenti borough: Census Area di Southeast Fairbanks (Unorganized Borough) e borough di Fairbanks North Star.
| Mile | Km dall'inizio | Località                                                  | Coordinate             |  |
| ---- | -------------- | --------------------------------------------------------- | ---------------------- |  |
| 172  | 277            | North Pole                                                | 64°45′04″N 147°21′07″W |  |
| 244  | 392            | Big Delta                                                 | 64°08′50″N 145°48′06″W |  |
| 254  | 428            | Delta Junction (fine della sezione Autostrada Richardson) | 64°02′52″N 145°43′07″W |  |

### Sezione Alaska Highway
Questa sezione attraversa la Census Area di Southeast Fairbanks (Unorganized Borough).
| Mile | Km dall'inizio | Località                                                                                       | Coordinate             |  |
| ---- | -------------- | ---------------------------------------------------------------------------------------------- | ---------------------- |  |
| 362  | 582            | Tok Junction (intersezione con l'autostrada Tok Cut-Off - prolungamento dell'autostrada Glenn) | 63°19′27″N 143°01′04″W |  |
| 374  | 601            | Tetlin Junction                                                                                | 63°08′16″N 142°31′26″W |  |
| 410  | 660            | Northway Junction                                                                              | 63°00′23″N 141°46′40″W |  |
| 457  | 735            | Alcan Border (qui finisce l'autostrada)                                                        | 62°37′16″N 141°00′31″W |  |

(Non sempre le foto corrispondono esattamente alla località indicata)

## Sviluppi futuri
Dal 1957 si sta pensando di prolungare la Route 2 fino alla cittadina di Nome a oltre 800 km di distanza. Ma i costi, stimati a 5 milioni di dollari per miglio, per il momento hanno bloccato il via alla costruzione di tale strada.